# Asiaceratops
Asiaceratops ("asijská rohatá tvář") byl rod drobného rohatého dinosaura, žijícího v období počínající svrchní křídy (asi před 102 až 98 miliony let) na území dnešního Mongolska, Číny a Uzbekistánu. Typový exemplář byl popsán jako druh A. salsopaludalis v roce 1989, další druh A. sulcidens byl také přiřazen k tomuto rodu.

## Popis
Asiaceratops patří k ceratopsianům, tedy býložravým rohatým dinosaurům. Jeho čelisti byly přeměněny v rohovitý zobák a ze zadní části lebky vybíhal charakteristický krční límec. Tento rod dosahoval délky kolem 1,8 metru.